# Kazuto Nishida
Kazuto Nishida (japanisch 西田 一翔 Nishida Kazuto; * 28. April 1998 in der Präfektur Hyōgo) ist ein ehemaliger japanischer Fußballspieler.

## Karriere
Nishida erlernte das Fußballspielen in der Jugendmannschaft von Gamba Osaka. Die U23-Mannschaft des Vereins spielte in der dritten Liga, der J3 League. Bereits als Jugendspieler absolvierte er zwei Drittligaspiele. Nach der Jugend wechselte er 2017 in Mannschaft des Biwako Seikei Sport College. Seinen ersten Vertrag unterschrieb er am 1. Februar 2021 bei Mio Biwako Shiga. Der Verein aus Kusatsu spielte in der vierten japanischen Liga. Hier bestritt er 14 Ligaspiele. Nach zwei Spielzeiten beendete er nach der Saison 2022 seine Karriere als Fußballspieler.